# Movimiento Vida Nueva
El Movimiento Vida Nueva (en chino: 新生活運動; pinyin: Xīn Shēnghuó yùndòng) fue un movimiento cívico liderado por el gobierno en la China de 1930 para promover la reforma cultural y la moral social neoconfuciana y, en última instancia, unir a China bajo una ideología centralizada tras el surgimiento de desafíos ideológicos al statu quo. Chiang Kai-shek, como jefe del gobierno y del Partido Nacionalista Chino, lanzó la iniciativa el 19 de febrero de 1934 como parte de una campaña anticomunista, y pronto amplió la campaña para incluir a toda la nación.
Chiang y su esposa, Soong Mei-ling, quien desempeñó un papel importante en la campaña, defendieron una vida guiada por cuatro virtudes, lǐ (禮/礼, rito propio), yì (義/义, rectitud o justicia), lián (廉, honestidad y limpieza) y chǐ (恥/耻, vergüenza; sentido del bien y del mal). La campaña procedió con la ayuda de la Sociedad de Camisas Azules y el Departamento de CC dentro del Partido Nacionalista, y misioneros cristianos en China.

## Contexto histórico
El Movimiento Vida Nueva se fundó en un momento en que China, ya debilitada por el imperialismo occidental, enfrentaba las amenazas del creciente militarismo japonés, el fraccionalismo interno y el comunismo. El lanzamiento del Movimiento Vida Nueva se situó en el contexto de la creciente preocupación de los Chiangs por la corrupción y la decadencia moral que atribuían a las influencias extranjeras. El historiador Colin Mackerras escribe que "la corrupción fue una característica permanente del gobierno de Chiang Kai-shek" y que el nepotismo y el tráfico de influencias abundaban entre la burocracia. Chiang afirmó que "si no eliminamos el cuerpo actual de corrupción, soborno, descuido e ignorancia y establecer en cambio una administración limpia y eficaz, pronto llegará el día en que la revolución se iniciará contra nosotros como hicimos con los manchúes”.
Chiang afirmó además que la vida de un hombre chino podría resumirse con palabras como "hedonismo", refiriéndose a su búsqueda del placer sin principios; “pereza” para representar su negligencia y descuido; así como una “inmundicia insoportable” en todos los aspectos de su vida. El rival político de Chiang, Wang Ching-wei, describió la vida china como una vida de "fumar", de "enfermedad", de "juegos de azar", "inmunda", "fantasmal" (es decir, llena de supersticiones) e "indolencia". Wang argumentó que la psicología fundamental de tal comportamiento era la "indiferencia" (suibian zhuyi) y la "búsqueda de uno mismo" (zili zhuyi). Sostuvo que la "indiferencia" conducía a vidas sin un sentido de lo correcto o incorrecto y, por lo tanto, sin distinciones ni propósito. "La búsqueda", argumentó, llevó al rechazo de toda interferencia externa con este tipo de comportamiento como una usurpación de la "libertad". No hubo consideración por los demás y sus derechos, solo por la propia comodidad, obstruyendo inevitablemente la vida social y la solidaridad grupal.
En la mente de Chiang, estas preocupaciones se vieron agravadas por la afluencia de ideas extranjeras que siguieron al Movimiento por la Nueva Cultura y el Movimiento del Cuatro de Mayo, que fomentaron conceptos occidentales como el liberalismo, el pragmatismo y el nacionalismo, así como ideas más radicales, incluido el marxismo, respectivamente. El Movimiento intentó contrarrestar tales amenazas mediante la resurrección de la moralidad tradicional china, que consideraba superior a los valores occidentales modernos. Como tal, el Movimiento se basó en el confucianismo, mezclado con el cristianismo, el nacionalismo y el autoritarismo que tienen algunas similitudes con el fascismo. Rechazó el individualismo y el liberalismo, mientras que también se opuso al socialismo y al comunismo.
Soong Mei-ling pidió un programa de iluminación espiritual. Escribió en Forum, una revista estadounidense, en 1935, que "la mera acumulación de una gran riqueza no es suficiente para que China pueda retomar su posición como gran nación". Debe haber, continuó, "también un renacimiento del espíritu, ya que los valores espirituales trascienden las meras riquezas materiales". Ella jugó un papel importante tanto en el lanzamiento del Movimiento como en la representación de su rostro público.

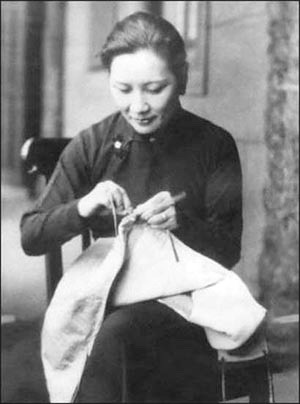
Soong Mei-ling cosiendo un uniforme para los soldados.

Chiang Kai-shek utilizó la noción confuciana y metodista de autocultivo y vida correcta para el Movimiento; con este fin, prescribió la etiqueta adecuada en todos los aspectos de la vida diaria. Consideró al Movimiento Vida Nueva como una parte clave del programa para llevar a cabo el "principio del sustento del pueblo" en los Tres Principios del Pueblo de Sun Yat-sen. Sin embargo, la implementación del Movimiento se suspendió indefinidamente antes de la segunda guerra sino-japonesa.

## Doctrinas y creencias
El discurso de Chiang Kai-shek en septiembre de 1934 declaró que el Movimiento Vida Nueva tenía como objetivo la "promoción de una vida regular guiada por las cuatro virtudes", 'Lǐ' (rito propio), Yì '(rectitud o justicia), lián (honestidad y limpieza) y chǐ (vergüenza; sentido del bien y del mal). Estas virtudes, prosiguió,
"debe aplicarse a la vida ordinaria en materia de comida, vestido, refugio y acción. Las cuatro virtudes son los principios esenciales para la promoción de la moral. Forman las principales reglas para tratar con los hombres y los asuntos humanos, para cultivarse y adaptarse al entorno. Quien viole estas reglas está destinado a fallar, y una nación que las descuide no sobrevivirá".
Chiang luego amplió las cuatro virtudes a ocho con la adición de "Rapidez", "Precisión", "Armonía" y "Dignidad". Estos elementos se resumieron en dos formas básicas: “limpieza” y “disciplina” y fueron vistos como el primer paso para lograr una “nueva vida”. Se animaba a las personas a adoptar un comportamiento educado moderno, como no escupir, orinar o estornudar en público. Se les animó a adoptar buenos modales en la mesa, como no hacer ruido al comer.

## Influencias
El rigor ideológico del Movimiento Vida Nueva tenía muchas similitudes con el neoconfucianismo, que había sido la filosofía moral dominante de los siglos anteriores. Las “cuatro virtudes” del Movimiento Vida Nueva fueron tomadas de la escuela de pensamiento confuciana. Paul Linebarger había declarado que "sus principios [del Movimiento Nueva Vida] consisten en una simple reafirmación de las virtudes personales cardinales confucianas, interpretadas para adaptarse a las condiciones modernas".
El historiador Lloyd Eastman vio en el objetivo de Chiang de unificar a China bajo una ideología singular, una fascista además, como un confucianismo popularizado o un “confucianismo esloganizado”. Según Keith Schoppa, se consideró que el nuevo conjunto de creencias era fácil de ejecutar, con cuatro virtudes principales respaldadas por 95 subreglas adicionales que regulaban la vida cotidiana del ciudadano chino.
El movimiento también fue moldeado por el cristianismo de Chiang. Según Elmer Clark, la nueva doctrina era “una ambiciosa empresa moral y ética que proponía nada menos que un renacimiento chino, una reforma completa de los hábitos, costumbres y modales de una cuarta parte de la raza humana, para alinearlos más con la moral aceptada de la civilización cristiana”. Existen pautas morales superpuestas entre el confucianismo y el cristianismo. Las 95 reglas colocadas en el movimiento Vida Nueva a menudo difuminan las líneas entre la influencia de las dos en el Movimiento, como "no apueste" o "sea cortés y educado con las mujeres y los niños".
Hay un aspecto totalitario en el Movimiento. Dirlik ve el movimiento como una "contrarrevolución moderna" opuesta a un "conservadurismo anti-revolucionario" debido al hecho de que instrumentalizó los códigos morales tradicionales y las construcciones sociales. Otros historiadores consideran que este movimiento imita el fascismo alemán y es un movimiento neonacionalista utilizado para elevar el control de Chiang sobre la vida cotidiana. Frederic Wakeman sugirió que el Movimiento Vida Nueva era "fascismo confuciano".

## Recepción
A pesar del grandioso objetivo de revitalizar y revolucionar China, el Movimiento Vida Nueva finalmente terminó en un fracaso, ya que la recepción tanto nacional como extranjera siguió siendo insignificante durante toda la duración del movimiento. La combinación de la incapacidad del movimiento para formular una ideología sistemática y la aparente banalidad de sus preocupaciones hizo que los comentaristas chinos y extranjeros ignoraran el significado de la ideología y las intenciones de la Vida Nueva y, en cambio, hicieran hincapié en los aspectos más superficiales del movimiento. En consecuencia, el movimiento fue abordado de diversas formas como una broma, o para quienes lo tomaban más en serio, una regresión superficial y anticuada a la tradición china cuando la tradición ya había demostrado ser incapaz de resolver los problemas de China.
La incapacidad del Movimiento para formular una ideología sistemática y un código de ética abstracto contrastaba marcadamente con las promesas de los comunistas, que hablaron con dureza y precisión sobre los impuestos, la distribución de la tierra y la disposición de los señores. Desde la perspectiva de un ciudadano chino, las políticas de los marxistas son mucho más prácticas y coherentes, lo que lleva a la falta de importancia atribuida al Movimiento Vida Nueva. Desde una perspectiva occidental, el complejo código de ética de Chiang era demasiado abstracto y carecía de acción para ser útil o pragmático, percibido como superficial y desmesuradamente idealista.
La falta de recepción nacional popular se ve agravada por el comportamiento de los Camisas Azules, un grupo fascista de extrema derecha que hizo cumplir las reglas del Movimiento Vida Nueva. El historiador Sterling Seagrave escribe: “en 1936, los Camisas Azules estaban enloquecidos, impulsados por excesos de celo y brutalidad, lo que le dio mala fama al Movimiento Nueva Vida". El Literary Digest observó ese año: "Lo más probable es que los terroristas de la camisa azul, civiles, anti-extranjeros, que bombardean, apuñalan y disparan a los terroristas de la camisa azul, que alguna vez fueron útiles, ahora inmanejables, se han convertido en una especie de monstruo de Frankenstein". La asociación del comportamiento violento y represivo de los Camisas Azules agravó la recepción poco entusiasta del Movimiento, lo que le atribuyó además una reputación negativa.

## Implementaciones
El Movimiento Vida Nueva tenía como objetivo controlar los estilos de vida chinos. Algunas medidas y códigos morales incluyeron: oposición a tirar basura y escupir al azar; oposición al consumo de opio; oposición al consumo conspicuo; rechazo del entretenimiento inmoral en favor de actividades artísticas y atléticas; comportamiento cortés; saludando a la bandera. Chiang instó a los ciudadanos a bañarse con agua fría, ya que la (supuesta) costumbre japonesa de lavarse la cara con agua fría era un signo de su fuerza militar.
Chiang confió en la aplicación de la ley del gobierno para reforzar el comportamiento moral. Se crearon grupos de trabajo en diferentes regiones para implementar el movimiento, sin embargo, en los informes de algunos distritos sobre la implementación, se observó que el movimiento carecía de fondos, personal y poco conocimiento por parte de los funcionarios encargados de hacer cumplir la ley.
Los Camisas Azules también fueron fundamentales en la implementación del movimiento Vida Nueva. El grupo neoderechista al principio fue útil para Chiang, corrigiendo el comportamiento de aquellos que no seguían las cuatro virtudes y las 95 reglas adicionales impuestas. Sin embargo, pronto recurrieron a la fuerza para reforzar los ideales de Chiang, dando mala publicidad y opiniones sobre el movimiento. La violencia excesiva utilizada por los Camisas Azules abarcó el movimiento, lo que llevó a un público reacio a seguir el nuevo dogma establecido por el KMT.

## Evaluaciones históricas
En palabras del biógrafo de Soong Mei-ling, el Movimiento Vida Nueva fue una "curiosa fusión ideológica Este-Oeste de preceptos neoconfucianos, cristianismo del Nuevo Testamento apenas disfrazado, activismo social al estilo de la YMCA, elementos del Bushido —el código samurái— y el fascismo europeo, junto con una generosa dosis de puritanismo de Nueva Inglaterra". Arif Dirlik explica que el Movimiento estuvo motivado por la necesidad de contrarrestar el éxito comunista tanto en el atractivo ideológico como en la organización política.